# محیط کار ژاپنی
محیط کار ژاپنی (انگلیسی: Japanese work environment)، بسیاری در داخل و خارج از ژاپن تصویری از «محیط کاری ژاپنی» را به اشتراک می‌گذارند که بر اساس استخدام همزمان فارغ‌التحصیلان جدید و اشتغال-مادام‌العمر است. الگویی که توسط شرکت‌های بزرگ استفاده می‌شود و همچنین شهرت ساعات کاری طولانی و تعهد قوی نسبت به شرکت است.
گفته می‌شود که این محیط منعکس کننده شرایط اقتصادی است که از دهه ۱۹۲۰ شروع شد، زمانی که شرکت‌های بزرگ در آن رقابت می‌کردند. بازار بین‌المللی شروع به کسب همان اعتباری کرد که به‌طور سنتی به رابطه دایمیو - ملازم ژاپن فئودالی یا خدمات دولتی در بازسازی می‌جی نسبت داده می‌شد.

## شرکت‌های بزرگ
در بالاترین سطح، معتبرترین شرکت‌ها با ارائه مزایای بهتر و مادام العمر واقعی، بهترین کارگران را جذب و حفظ می‌کنند. در دهه ۱۹۶۰، اشتغال در یک شرکت بزرگ و معتبر به هدف فرزندان جدید طبقه متوسط تبدیل شد که پیگیری آن مستلزم بسیج منابع خانوادگی و پشتکار فردی فراوان برای رسیدن به موفقیت در رقابت شدید آموزش در ژاپن بود.
از کارکنان انتظار می‌رود در ازای درجاتی از امنیت شغلی و مزایایی مانند یارانه مسکن، خوب بیمه، استفاده از تسهیلات تفریح و پاداش و مستمری، سخت کار کنند و وفاداری خود را به شرکت نشان دهند. دستمزدها کم شروع می‌شود، اما ارشدیت با ترفیعات مبتنی بر ترکیبی از ارشدیت و توانایی پاداش می‌گیرد. رهبری مبتنی بر قاطعیت یا تصمیم‌گیری سریع نیست، بلکه مبتنی بر توانایی ایجاد اجماع با در نظر گرفتن نیازهای زیردستان است. نظرسنجی‌ها نشان می‌دهد که رؤسایی که مطالبه‌گر هستند، اما نسبت به کارفرمایان کم‌تقاضا که فقط به عملکرد در کار علاقه‌مندند، نسبت به زندگی خصوصی کارگران اهمیت می‌دهند، ترجیح می‌دهند.
این سیستم به رفتاری پاداش می‌دهد که نشان‌دهنده همذات پنداری با تلاش گروهی است، که با خواندن زنگوله نشان داده می‌شود، تمام روزهای مرخصی سالانه فرد را نمی‌گیرد و اعتبار دستاوردها را با گروه کاری تقسیم می‌کند. غرور در کار خود از طریق رقابت با سایر بخش‌های موازی در شرکت و بین شرکت خود و سایر شرکت‌ها در مشاغل مشابه ابراز می‌شود؛ بنابراین، افراد برای حفظ wa (هماهنگی) و شرکت در فعالیت‌های گروهی، نه تنها در محل کار، بلکه همچنین در معاشرت پس از ساعت کاری (نومیکای انگیزه دارند. . با این حال، تصویر وفاداری گروهی بیشتر جنبه ایدئولوژیکی دارد تا عملی، به ویژه برای افرادی که به اوج نمی‌رسند.

## شرکت‌های کوچکتر
هر کارگری از مزایای چنین شیوه‌های استخدامی و محیط‌های کاری بهره نمی‌برد. اگرچه ۶۴ درصد از خانوارها در سال ۱۹۸۵ برای بیشتر درآمد خود به دستمزد یا حقوق وابسته بودند، اکثر این کارگران در شرکت‌های کوچک و متوسط به کار گرفته می‌شدند که علیرغم بهترین نیت قادر به پرداخت منافع یا دستیابی به موفقیت‌های شرکت‌های بزرگ نبودند. از صاحبان حتی در شرکت‌های بزرگ، تمایز بین کارمندان دائم و موقت باعث شد بسیاری از کارگران، اغلب زنان، واجد شرایط دریافت مزایا و ترفیع نباشند. این کارگران نیز اولین کسانی بودند که بودند در شرایط سخت کسب و کار اخراج شده است.
محقق ژاپنی دوریننه کی، کوندو وضعیت کارگران دائمی و موقت را با تمایزات باچنیک بین اعضای دائمی و موقت یک «یعنی» مقایسه می‌کند. درجات داخل و خارج در یک شرکت سنت‌های کارآفرینی و به ارث بردن وسایل معیشت در میان بازرگانان، صنعتگران، کشاورزان و ماهیگیران هنوز نزدیک به ۲۰ درصد نیروی کار را در سال ۱۹۸۵ تشکیل می‌دادند. این کارگران امنیت خود را برای خودمختاری کنار گذاشتند و در صورت لزوم، درآمد خانوار را با اشتغال مزدی تکمیل کردند.
به‌طور سنتی، چنین مشاغلی از کار خانواده بدون دستمزد استفاده می‌کنند، اما همسران یا حتی شوهران احتمالاً برای کار در کارخانه‌ها یا ادارات کار می‌کنند و همسران یا والدین بازنشسته را برای کار در مزرعه یا به فکر مغازه می‌گذارند. از یک سو، سیاست‌های تمرکززدایی مشاغل کارخانه‌ای را به صورت محلی برای خانواده‌هایی که به صورت نیمه‌وقت کشاورزی می‌کنند، فراهم می‌کند. از سوی دیگر، بیکاری ایجاد شده توسط صنعت‌زدایی بر کارگران روستایی و همچنین شهری تأثیر می‌گذارد. در حالی که بیکاری در ژاپن در مقایسه با سایر کشورهای صنعتی پایین است (کمتر از ۳٪ تا اواخر دهه ۱۹۸۰)، تخمین زده می‌شود که ۴۰۰۰۰۰ کارگر روزمزد هیچ‌یک از امنیت یا ثروتی که کارکنان با مزایای مادام العمر برخوردار هستند، ندارند.
در مدل استاندارد، کارگران دو پاداش نسبتاً بزرگ و همچنین حقوق عادی خود را دریافت می‌کنند، یکی در وسط سال و دیگری در پایان سال. در سال ۱۹۸۸، کارگران شرکت‌های بزرگ پاداشی معادل دستمزد خود را برای ۱٫۹ ماه دریافت کردند، در حالی که کارگران کوچک‌ترین شرکت‌ها پاداشی معادل ۱٫۲ ماه حقوق دریافت کردند. علاوه بر پاداش، کارگران ژاپنی تعدادی مزایای جانبی مانند کمک هزینه زندگی، پرداخت‌های تشویقی، دستمزد برای شرایط خاص شغلی، کمک هزینه حضور خوب و کمک هزینه زندگی دریافت کردند.